# Rockers Hi-Fi
Rockers Hi-Fi war ein britisches Electronica/Dub-Projekt der 1990er Jahre. Die wichtigsten Mitglieder waren Glyn „Bigga“ Bush, Richard Whittingham (DJ Dick) und Patrick Plummer (Farda P.).
Die Gruppe gründete sich 1992 in Birmingham als Original Rockers. 1994 änderten sie den Namen in Rockers Hi-Fi und begannen, Dance-Music mit Dub-Gesang zu verschmelzen. Sie veröffentlichten vier Studioalben und eine Kompilation für die DJ-Kicks-Reihe des Labels Studio K7. Die bekannteste Single der Gruppe ist der Club-Klassiker Push Push von 1995.

## Alben
- 1995: Rockers to Rockers (4th & Broadway/Gee Street Records)
- 1996: Mish Mash (WEA Records)
- 1997: DJ-Kicks: The Black Album (Studio !K7)
- 1998: Overproof (WEA Records)
- 1999: Times Up (WEA Records)